# Acacia truculenta
Acacia truculenta é uma espécie de leguminosa do gênero Acacia, pertencente à família Fabaceae.